# Сувадівська об'єднана республіка
Сувадівська об'єднана республіка (мальд. އެކުވެރި ސުވާދީބު ޖުމްހޫރިއްޔާ) — самопроголошена невизнана держава, яка існувала у 1959—1963 роках і вимагала відокремлення від Мальдивського султанату. До її складу входили атоли Адду, Хувадху та місто Фувахмулах на атолі Гнавіяни. Столицею держави було обране місто Хізатху на атолі Адду.

## Історія

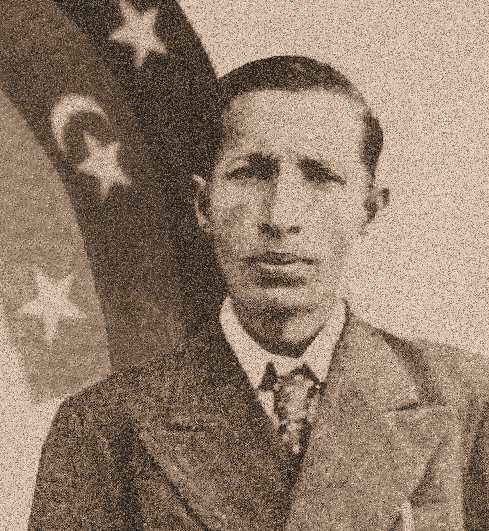
Президент Сувадівської об'єднаної республіки Абдулах Афід Діді (1959—1963)

У 1947 р., під час розподілу Британської Індії на домініони Пакистан та Індія, питання незалежності не оминуло і уряд Мальдивів намагаючись взяти контроль над зовнішніми справами держави і таким чином отримати привілейовану частку від торгівлі з Південною Азією. Щоб якимось чином утримати контроль над султанатом, британці ввели візовий режим та паспорти для мореплавців до Цейлону.
У 1957 році султан призначив Ібрагіма Насира прем'єр-міністром султанату. Насир наказав британцям припинити всі будівельні роботи в Адду, таким чином скасувавши 100-літню оренду острова. У грудні 1958 року британський уряд оголосив про новий податок на човни. Такі дії спровокувало бунти на всіх атолах, що призвело до кількох нападів на урядові будівлі. 3 січня 1959 року, делегація Адду прибула до Ґану і оголосила про свою незалежність британцям просячи у них захист від можливих вторгнень з боку уряду султанату. Президентом оголошеної республіки був обраний Абдулах Афід (1916—1993), який був освіченою людиною і добре розумів англійську мову працюючи перекладачем на британській військовій базі на атолі Ґан. Нова самопроголошена республіка Суваніде об'єдналась з атолами Хувадху та містом Фувахмулах на атолі Гнавіяни. Проте уряд Мальдивів відреагував миттєво і відправив озброєних канонерський човен до Хувадху під командуванням прем'єр-міністра Ібрагіма Насира. Нарешті, початковий сепаратистський рух на цьому атолі був придушений до червня 1959 року. Інші два атоли уникнули збройної сутички завдяки допомозі британцям, які розмістили свої війська в Малаї. Через рік у 1960 році поміж урядом султанату та британцями було підписано угоду в якій Британія зазначила про припинення допомоги сувадівцям.
У 1961 р. на атолі Хувадху вибухнуло нове повстання. Спроби Насира вмовити скласти зброю і вирішити конфлікт мирним шляхом, не принесли ніякого успіху. На цей раз уряд Мальдивів жорстоко розправився з сепаратистами. Це спровокувало їх організувати напад на столичний атол. У відповідь 4 лютого 1962 року Ібрагім Насир без будь-яких переговорів організував висадку на острови військових, які проглядали кожен будинок і арештовувало бунтівників. Через погане ставлення та часті побиття у в'язницях більшість лідерів сепаратистів померли від побоїв, які вони зазнали. Без підтримки британців республіка Сувадіва опинилася на межі краху. Остаточно республіка була розбита британцями 23 вересня 1963 року, а території були повернуті до складу островів султанату. Після падіння республіки Абдулла Афіфа було заслано на Сейшельські острови, де він помер через 30 років. Південні островитяни все ще згадують його, як «наш Афіда».